# Pseuderanthemum depauperatum
Pseuderanthemum depauperatum är en akantusväxtart som beskrevs av Merrill. Pseuderanthemum depauperatum ingår i släktet Pseuderanthemum och familjen akantusväxter. Inga underarter finns listade i Catalogue of Life.